# 棗営駅
棗営駅（そうえいえき）は、中華人民共和国北京市朝陽区に位置する北京地下鉄14号線の駅である。

## 駅構造

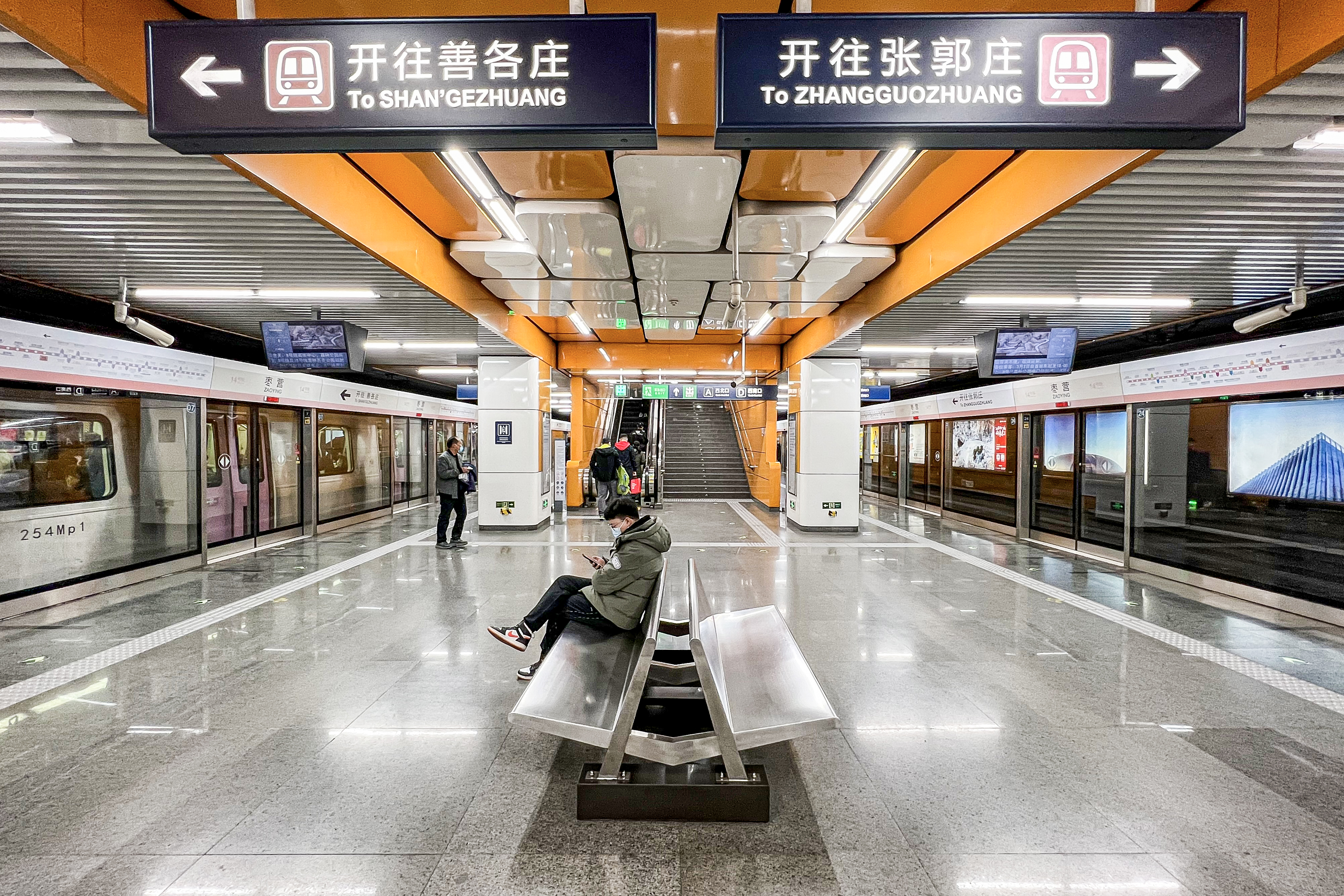
ホーム

島式ホーム1面2線を有する地下駅。開業当初からホームドア設置。

## 駅周辺
- SOLANA藍色港湾（中国語版）
- 朝陽公園 (北京市)（中国語版）

## 歴史
- 2014年12月28日 - 北京地下鉄14号線が開業。

## 隣の駅
北京地下鉄
■14号線
朝陽公園駅 - 棗営駅 - 東風北橋駅